# Platymetopius adonis
Platymetopius adonis är en insektsart som beskrevs av Abdul-nour 1987. Platymetopius adonis ingår i släktet Platymetopius och familjen dvärgstritar. Inga underarter finns listade i Catalogue of Life.